# میگل مخیا بارون
میگل مخیا بارون (اسپانیایی: Miguel Mejía Barón‎؛ زادهٔ ۱۴ آوریل ۱۹۴۴) بازیکن سابق و مربی فوتبال اهل مکزیک است.
از باشگاه‌هایی که در آن بازی کرده‌است می‌توان به باشگاه فوتبال اونیورسیداد ناسیونال اشاره کرد.